# 張念慈
張念慈（英語：Michael Chang，1951年—2022年12月29日），是台灣出生的藥學家，曾任台灣浩鼎生技董事長、美國輔仁大學基金會（Fu Jen University Foundation）董事，曾在美國創立Pharmanex、Cinogen及Optimer等生物科技公司。2006年輔仁大學傑出校友。

## 生平
1972年，張念慈從輔仁大學化學系畢業，與妻子赴美深造，獲得布蘭迪斯大學博士學位。其後，在麻省理工學院作博士後研究時，認識翁啟惠（日後為中央研究院院長），兩人成為好友，並於1993年共同創立Clycule生技公司。
1994年，張念慈創立華茂Phar-manex醫藥公司，1998年該公司被如新併購後，又與翁啟惠、塞繆爾·丹尼謝夫斯基共同創立Optimer製藥公司。不久後，Optimer獲得翁啟惠轉讓的醣分子自動化合成技術。
2002年，翁啟惠返台主持中央研究院基因體研究中心，張念慈亦返台創立「浩鼎生技」。經由翁啟惠引介，張念慈結識了潤泰企業集團總裁尹衍樑。
2012年，為了爭奪浩鼎研發的乳癌疫苗專利，Optimer製藥公司董事會解除了張念慈的董事長一職，但保留董事的席位。為此，尹衍樑收購了Optimer製藥公司手中所有的子公司浩鼎股份，使後者不再是Optimer製藥公司的子公司。
2022年12月29日，張念慈在美國聖地牙哥家中因突發心臟病猝逝，享壽72歲。

## 公益活動
2013年，張念慈與輔大化學系同學、台新銀行董事長吳東亮各捐款1500萬新台幣，共同發起輔仁大學理工學院「相對捐款」計畫，協助興建新實驗大樓。

## 外部連結
- 浩鼎生技股份有限公司董事长张念慈 — 华商名人堂 — 张念慈简介 （页面存档备份，存于）